# Belforte (Radicondoli)
Belforte è una frazione del comune di Radicondoli, in provincia di Siena.

## Storia
Il borgo di Belforte è nato come castello nel periodo alto-medievale, ed è menzionato in un documento del 1186. Nel 1221 è ricordato come feudo dei conti Aldobrandeschi. In seguito alle dispute tra gli Aldobrandeschi e Siena, Belforte si sottomise alla Repubblica di Siena il 30 agosto 1301. Il più antico statuto di Belforte è datato 1382.
Nel 1833 il borgo di Belforte contava 635 unità, mentre nel 2011 registrava 194 abitanti.

## Monumenti e luoghi d'interesse

### Architetture religiose
- Pieve di Santa Maria Assunta, chiesa parrocchiale della frazione, fu edificata nel corso del XIV secolo. Conserva all'interno i dipinti di Alessandro Casolani raffiguranti la Madonna della Cintola con san Girolamo e sant'Antonio e Maria Vergine annunciata.[3] La parrocchia di Belforte si estende su un territorio di 317 abitanti.[4]

- Chiesa della Compagnia di Santa Croce, situata nella via principale del paese, risale al XVII secolo.[3]

### Architetture civili
- Palazzo Pubblico, edificio risalente al XIII secolo, fu in origine la casa del signore del castello e solo successivamente venne trasformato in palazzo Pubblico e di Giustizia. L'orologio dell'edificio è menzionato nel 1576, ma fu eliminato nel 1928 per volere del podestà e l'ingranaggio conservato all'interno. Dopo aver ospitato le scuole e l'ufficio postale, attualmente è sede della casa della memoria l'Aquilante.[5]

### Altro
- Fontana di Belforte, situata nella piazza all'ingresso del paese, si tratta di un'opera realizzata nel 2002 dall'artista senese Alberto Inglesi.[6]

- Viale della Rimembranza, viale che conduce al cimitero del paese, fu realizzato al termine della prima guerra mondiale. Oggi rimangono del viale originario le due file di cipressi ai lati e due cippi di pietra recanti uno le date di inizio e fine della guerra, e l'altro con altre iscrizioni ormai diventate illeggibili.[6]